# Anne Hébert
Pour les articles homonymes, voir Hébert.
Anne Hébert est une écrivaine, poétesse, dramaturge et scénariste québécoise, née le 1er août 1916 à Sainte-Catherine de-la-Jacques-Cartier et morte le 22 janvier 2000 à Montréal,.
Reconnue pour sa plume féministe, elle est l'autrice du recueil de nouvelles Le Torrent ainsi que des romans Kamouraska et Les Fous de Bassan, pour lesquels elle remporte de nombreux prix, dont le prix du Gouverneur général et le prix Femina.

## Biographie
Fille du fonctionnaire et écrivain Maurice Hébert et de Marguerite Taché, Anne Hébert naît dans le village de Sainte-Catherine-de-la-Jacques-Cartier (alors appelé Sainte-Catherine-de-Fossambault) le 1er août 1916,,. Sa famille compte de très nombreux notables, dont ses arrière-grands-pères les hommes politiques Jean-Baptiste Hébert (en), sir Étienne-Paschal Taché et Édouard-Louis-Antoine-Charles Juchereau Duchesnay (en), noble canadien-français également seigneur de Fossambault et de Gaudarville, ainsi que son grand-père l'architecte Eugène-Étienne Taché. Sa parenté a aussi produit plusieurs écrivains, parmi eux son cousin le poète Hector de Saint-Denys Garneau, dont l'œuvre et la mort, ainsi que les décès de son père et sa sœur, auront une profonde influence sur elle. C'est à travers lui qu'elle découvre les paysages de Saint-Catherine-de-Fossambault, qu'elle appelait sa « terre originelle ». Ce paysage a laissé une impression profonde chez elle et a nourri abondamment son imaginaire poétique et romanesque». Elle est également influencée par Charles Baudelaire et Arthur Rimbaud. Enfant, elle étudie chez les Sœurs du Bon-Pasteur et fait ses études secondaires au collège Notre-Dame-de-Bellevue et au collège Mérici à Québec.
L'écrivaine est recluse une partie de son enfance et de son adolescence à cause d'un diagnostic de tuberculose, qui s'est finalement révélé être faux. Son isolement, qui dure cinq ans et qui se termine vers 1946, inspire la chambre au début de son roman Kamouraska. C'est dans cette chambre, d'ailleurs, que se développe son goût pour la lecture. Selon Marie-Andrée Lamontagne, l'écriture est un exutoire pour l'écrivaine qui a perdu cinq ans de sa vie.
Elle vit à Québec, chez ses parents jusqu'à l'âge de trente-cinq ans puis part s'établir à Paris pour près de quarante ans, ce qui lui fut reproché par certains comme une forme de distanciation face à la politique québécoise,. Hébert ne prit jamais la nationalité française.
Au cours de sa carrière, elle se lie d'amitié avec la nouvelliste Mavis Gallant, et avec l'intellectuelle Jeanne Lapointe qui lui dédie de nombreux articles lorsqu'elle est rédactrice pour Cité libre, en plus de lui faire de la promotion lors d'entrevues.
Elle décède le 22 janvier 2000 à l'hôpital Notre-Dame de Montréal, à l'âge de 83 ans,.

### Écriture
Elle publie en 1942 un premier recueil de poèmes, Les Songes en équilibre aux Éditions de l'Arbre. Il faudra attendre quarante ans pour une réédition: «Les poèmes inspirés par le catholicisme ambiant ont été jugés trop naïfs par l'auteure elle-même, qui a refusé qu'on réédite le recueil». Malgré les critiques de l'auteure, son recueil lui vaut le prix David. Sa deuxième œuvre, publiée en 1950, est le recueil de nouvelles Le Torrent, qu'elle publie d'abord par-elle même car jugé trop violent par les éditeurs. Ce récit donne le ton de ses œuvres romanesques à venir, et provoque une onde de choc chez son lectorat.
À ce moment de sa carrière littéraire, Anne Hébert demeure toutefois attachée à la poésie. Un nouveau recueil de poèmes sur lequel elle a travaillé pendant dix ans, Le Tombeau des rois paraît en 1953, également à compte d'auteure, grâce à l'aide de l'écrivain Roger Hamelin comme tous les éditeurs ont refusé de le publier.
La même année, elle est embauchée comme scriptrice par l'Office national du film et y travaille en 1953 et 1954. Son premier roman, Les Chambres de bois, reçoit le prix France-Canada 1957 pour son manuscrit non publié, il est publié aux éditions du Seuil en 1958. La même année, elle reçoit le prix Ludger-Duvernay pour son œuvre poétique.

### Réception critique
En 1960, elle publie Poèmes aux Éditions du Seuil, qui lui vaudra le prix du Gouverneur général. La même année, elle est élue membre de la Société royale du Canada. Ces grandes joies sont assombries par le décès de son père. À partir de ce moment, elle commence à séjourner à Paris. En 1963, après un refus de ses éditeurs, sa pièce de théâtre Le temps sauvage parait dans les Écrits du Canada français. Après le décès de sa mère, en 1965, elle s'installe alors définitivement à Paris. Elle reçoit en 1968 le prix Desbordes-Valmore décerné par la Société des poètes français.
En 1970, Hébert connait un succès retentissant avec la publication du roman Kamouraska, pour lequel elle reçoit le prix des Libraires de France. Le livre est adapté au grand écran par Claude Jutra l'année suivante et sort dans les salles en 1972. Dans les années suivantes, elle fait des recherches pour l'écriture de son troisième roman, Les Enfants du sabbat, qui parait en 1975. Les honneurs pleuvent : ainsi, elle reçoit le prix Roland-de-Jouvenel de l’Académie française et le prix du Gouverneur général pour Les Enfants du sabbat,. Elle reçoit également le prix Athanase-David et le prix Prince-Pierre-de-Monaco pour l'ensemble de son œuvre. En 1978, le premier ministre René Lévesque l’invite à occuper le poste de lieutenant-gouverneur du Québec, mais elle décline cette offre.
En 1980, elle publie un court roman, Héloïse, dont l'action se situe à Paris : «récit elliptique sur le fantastique des coins de rues. Il diffère à première vue de ses autres œuvres en prose (…) dont l'action se passe au Québec.» Hébert était d'ailleurs inquiète de la réaction du public québécois face à ce changement de territoire. Avec le roman suivant, Les Fous de Bassan, en 1982, elle devient la quatrième Canadienne française et la deuxième Québécoise à obtenir un grand prix littéraire français. En effet, elle décroche pour ce cinquième roman le prix Femina: seules Gabrielle Roy, elle aussi avec le Femina; Marie-Claire Blais, avec le Médicis et Antonine Maillet avec le Goncourt l'ont précédée comme lauréates d'un des grands prix littéraires français.
Elle fait partie des invités de Bernard Pivot lors de son émission télévisée Apostrophes le 3 septembre 1982. En 1983, un doctorat honoris causa lui est remis par l'Université Laval. Il s'ajoute aux précédents : Université de Toronto en 1969, Université de Guelph en 1970, UQAM en 1979 et McGill en 1980.
En 1988, son sixième roman, Le Premier Jardin, rend hommage à ses ancêtres Louis Hébert et Marie Rollet, ainsi qu'aux femmes qui ont fondé la Nouvelle-France: «Dans le roman d'Anne Hébert, les noms égrenés des Filles du Roy appelées en renfort pour peupler la colonie font entendre une cantilène émue aux accents féministes.» Un septième roman, L’Enfant chargé de songes, paraît en 1992, ainsi que la pièce de théâtre Le Temps sauvage, suivi de La Mercière assassinée et Les Invités au procès en format de poche dans Bibliothèque québécoise. En 1995, âgée de 79 ans, elle publie Aurélien, Clara, Mademoiselle et le Lieutenant anglais, une histoire à mi-chemin entre la poésie et la prose. Son cinquième et dernier recueil Poèmes pour la main gauche est publié deux ans plus tard. Au début de 1998, elle revient vivre à Montréal après avoir passé plus de trente ans à Paris. L'année suivante, paraît son dernier roman, Un habit de lumière, qui lui vaut le prix littéraire France-Québec/Jean Hamelin.
Elle est membre d'honneur de l'Union des écrivaines et des écrivains québécois.

#### Influence
Anne Hébert est une pionnière de la littérature féministe au Québec. Écrivaine à une époque où il est difficile de se tailler une place en tant que femme, célibataire et sans enfant, elle aborde en plus, dans ses livres, des thèmes tels que «l'enfance tourmentée, l'étau familial et social, la figure maternelle ambiguë, les références au catholicisme [et] l'étouffement». À travers son œuvre, Anne Hébert invente des personnages, surtout des femmes, «porté[e]s par une intense volonté de libération, qui cherchent à s'extraire d'un univers clos et d'une société tricotée serré.» Son engagement littéraire ne l'empêche pas de rester à l'écart des débats à propos de l'écriture féminine et du féminisme qui ont lieu au Québec durant les années 1970.
En 1996, l'ensemble de son œuvre est consacrée dans le cadre d'un colloque international.

### Postérité
La plus importante masse documentaire sur l'écrivaine est conservée au Centre Anne-Hébert de l'Université de Sherbrooke, où se trouvent près de 6 000 documents relatifs à Anne Hébert, dont l'intégralité des œuvres hébertiennes. En effet, «La romancière et poète Anne Hébert a fait don à l'Université de Sherbrooke des manuscrits, tapuscrits et documents sonores qui représentent l'essentiel de l'œuvre écrite au Québec, avant son établissement en France dans les années soixante.» De plus, le fonds d'archives d'Anne Hébert est conservé au centre d'archives de Montréal de Bibliothèque et Archives nationales du Québec.
En 1995 et en 2006, un parc-école et une avenue ont été nommés en son nom dans la ville de Québec .
Des rues ont été baptisés en son honneur dans les municipalités de :
- Montréal;
- Sherbrooke;
- Lévis;
- Terrebonne;
- Mirabel;
- Blainville;
- Rimouski;
- Sainte-Sophie;
- Saint-Basile-le-Grand;
- Saint-Charles-Borromée;
- Notre-Dame-de-l'Île-Perrot;
- Saint-Félicien;
- Roberval;
- Sainte-Catherine-de-la-Jacques-Cartier.

Sa poésie est lu dans les festivals de poésie dont celui de Trois-Rivières - Festival international de la poésie de Trois-Rivières en 2015 où elle est mis à l'honneur. On rebaptise la Place d'Armes en son nom pour le temps de l'évènement .

### Centenaire en 2016
En 2016, à l'occasion de son centenaire, plusieurs évènements ont été organisés et des œuvres sont créées. Entre autres, le Colloque international Anne Hébert suivi d'une exposition à l'Université de Sherbrooke sont organisés au mois de juin. L'exposition est ensuite présentée au Salon du Livre de Montréal.
Un deuxième colloque a aussi été organisé à Montréal : Colloque des poètes sur l'œuvre d'Anne Hébert - «Leçon de ténèbres: Anne Hébert, un poème à la fois», suivi du spectacle Hector et Anne présentés dans le cadre du Festival de la poésie de Montréal au début du mois de juin. Un troisième colloque organisé par le Festival de poésie de Montréal, a lieu le 2 juin dans les Laurentides, intitulé Leçons de ténèbres - Anne Hébert, un poème à la fois où des auteurs et autrices lisent sa poésie ,,,.
L'auteur dramatique, Pierre Yves Lemieux, adapte ses romans Aurélien, Clara, Mademoiselle et le Lieutenant anglais dans la pièce Clara qui est présentée à l'Espace Go en septembre ,,.

### Timbre commémoratif
Afin de souligner le 50e anniversaire de la Bibliothèque et Archives Canada, faire rayonner, honorer les auteurs et la culture canadienne, Poste Canada a émis une collection de quatre timbres à l'image de cinq grands auteurs canadiens le 8 septembre 2003.  Intitulée "Les auteurs canadiens", cette collection d'auteurs de renom comprends deux francophones et deux anglophones. Anne Hébert et son cousin Hector de Saint-Denys Garneau sont les deux auteurs francophones sélectionnés. Trois million de timbres ont été imprimés .

## Œuvres

### Romans
- Anne Hébert, Les Chambres de bois, Paris, Éditions du Seuil, 1958, 189 p. (ISBN 9782020289481)
  - (en) Anne Hébert (trad. Kathy Mezei), The Silent Rooms, Don Mills, Musson Book Company, 1974, 167 p. (ISBN 077370020X et 9780773700208)
- Anne Hébert, Kamouraska, Paris, Éditions du Seuil, 1970, 249 p. (ISBN 2020004755 et 9782020004756)
  - (en) Anne Hébert (trad. Norman Shapiro), Kamouraska, New York, Crown Publishers, 1973, 250 p.
- Anne Hébert, Les Enfants du sabbat, Paris, Éditions du Seuil, 1975, 186 p. (ISBN 9782890526990)
  - (en) Anne Hébert (trad. Carol Dunlop-Hébert), Children of the Black Sabbath, Don Mills, Musson Book Co., 1977, 198 p. (ISBN 0517530104 et 9780517530108)
- Anne Hébert, Héloïse, Parils, Éditions du Seuil, 1980, 123 p. (ISBN 2020054620 et 9782020054621)
- Anne Hébert, Les Fous de Bassan, Paris, Éditions du Seuil, 1982, 248 p. (ISBN 9782020336482)
  - (en) Anne Hébert (trad. Sheila Fischman), In the Shadow of the Wind, Toronto, Stoddart, 1983, 184 p. (ISBN 0773720162 et 9780773720169)
- Anne Hébert, Le Premier Jardin, Paris, Éditions du Seuil, 1988, 188 p. (ISBN 9782764600467)
  - (en) Anne Hébert, First Garden, Toronto, Anansi Press, 1990, 156 p. (ISBN 0887841589 et 9780887841583)
- Anne Hébert, L'Enfant chargé de songes, Paris, Éditions du Seuil, 1992, 158 p. (ISBN 9782020367172)
- Anne Hébert, Un habit de lumière, Paris, Éditions du Seuil, 1999, 136 p. (ISBN 2020367424 et 9782020367424)

### Récits
- Anne Hébert, Aurélien, Clara, Mademoiselle et le Lieutenant anglais, Paris, Éditions du Seuil, 1995, 89 p. (ISBN 2020236702 et 9782020236706)
  - Aurélien, Clara, Mademoiselle et le Lieutenant anglais, Montréal, Éditions Boréal, 2016, 96 p.  (ISBN 9782764624647)

- Anne Hébert, Est-ce que je te dérange?, Paris, Éditions du Seuil, 1998, 137 p. (ISBN 2020323109 et 9782020323109)
  - (en) Anne Hébert, Am I disturbing you?, Toronto, House of Anansi Press, 1999, 92 p. (ISBN 0887846408 et 9780887846403)
  - Est-ce que je te dérange?, Montréal, Éditions Boréal, 2016, 144 p.  (ISBN 9782764624630)

### Poésie
- Anne Hébert, Les Songes en équilibre, Montréal, Les Éditions de l'Arbre, 1942, 156 p.
- Anne Hébert, Le Tombeau des rois, Québec, Institut littéraire de Québec, 1953, 76 p.
- Anne Hébert, Poèmes, Paris, Éditions du Seuil, 1960, 109 p.
- Anne Hébert, Le Jour n'a d'égal que la nuit, Québec, Boréal, 1992, 75 p. (ISBN 2890525198)
- Anne Hébert, Poèmes pour la main gauche, Montréal, Boréal, 1997, 61 p. (ISBN 2-89052-823-5)

### Nouvelles
- Anne Hébert, Le Torrent, Montréal, Éditions Beauchemin, 1950, 171 p.

### Théâtre
- Anne Hébert, Le Temps sauvage, La mercière assassinée [et] Les invités au procès, Montréal, Éditions Hurtubise, 1967, 187 p.
- Anne Hébert, La Cage suivi de l'Île de la Demoiselle, Montréal, Boréal, 1990, 246 p. (ISBN 2890523209 et 9782890523203)

## Filmographie

### En tant que scénariste
- 1953 : Lock-Keeper (traduit en français sous le titre de l'Éclusier, 1953), court métrage canadien réalisé par Pierre Arbour
- 1954 : The Charwoman, court métrage canadien réalisé par Léonard Forest
- 1955 : Needles and Pins (traduit en français sous le titre de Midinette, 1955), court métrage canadien réalisé par Roger Blais
- 1958 : La Mercière assassinée, téléfilm canadien réalisé par Jean Faucher, reprise de sa pièce éponyme
- 1959 : La Canne à pêche, court métrage canadien réalisé par Fernand Dansereau
- 1960 : Saint-Denys Garneau, documentaire canadien réalisé par Louis Portugais
- 1961 : L'Étudiant, court métrage documentaire canadien réalisé par Jean Dansereau
- 1973 : Kamouraska, film québécois réalisé par Claude Jutra, d'après le roman éponyme
- 1987 : Les Fous de Bassan, film québécois réalisé par Yves Simoneau, d'après le roman éponyme

### Adaptation
- 2012 : Le Torrent, film québécois écrit et réalisé par Simon Lavoie, d'après la nouvelle éponyme d'Anne Hébert

## Prix et honneurs
- 1942 : lauréate du prix David pour Les Songes en équilibre[12]
- 1958 : lauréate du prix Québec-Paris pour Les Chambres de bois[2]
- 1958 : lauréate du prix Ludger-Duvernay pour son œuvre poétique[16]
- 1961 : lauréate du prix du Gouverneur général pour Poèmes[17]
- 1968 : lauréate du prix Molson, pour sa poésie[12]
- 1977: nomination à titre de membre d'honneur de l'Union des écrivaines et des écrivains québécois[41]
- 1971 : lauréate du prix des Libraires de France pour Kamouraska [42]
- 1971 : lauréate du prix de l'Académie royale de Belgique, pour Kamouraska[2]
- 1975 : lauréate du prix du Gouverneur général, pour Les Enfants du sabbat[17]
- 1975 : lauréate du prix Roland-de-Jouvenel de l’Académie française pour Les Enfants du sabbat[43]
- 1976 : lauréate du prix Prince-Pierre-de-Monaco, pour l'ensemble de son œuvre[44]
- 1978 : lauréate du prix Athanase-David, pour l'ensemble de son œuvre[45]
- 1982 : lauréate du prix Femina, pour Les Fous de Bassan [46]
- 1982 : lauréate du prix du Gouverneur général, pour Les Fous de Bassan[17]
- 1984 : récipiendaire de la médaille de l'Académie des lettres du Québec[2]
- 1987 : lauréate du prix Fleury-Mesplet[15]
- 1988 : lauréate du prix littéraire Canada-Communauté française de Belgique[47]
- 1989 : lauréate du grand prix de l'écriture S.T. Dupont[2]
- 1990 : finaliste pour le prix du Gouverneur général, pour L'Île de la demoiselle[17]
- 1992 : lauréate du prix du Gouverneur général, pour L'Enfant chargé de songes[17]
- 1993 : lauréate du prix Alain-Grandbois, pour Le jour n'a d'égal que la nuit[12]
- 1993 : lauréate du prix Gilles-Corbeil, pour l'ensemble de son œuvre[48]
- 2000 : lauréate du prix Jean-Hamelin, pour Un habit de lumière[49]

### Hommages

#### Doctorats honorifiques
- 1969 : docteur honoris causa de l'université de Toronto[2]
- 1970 : docteur honoris causa de l'université de Guelph[47]
- 1979 : docteur honoris causa de l'université du Québec à Montréal (UQAM)[15]
- 1983 : docteur honoris causa de l'université Laval[50]

##### Décorations
- 1989 :  Compagnon de l'Ordre du Canada[15]
- 1985 :  Officier de l'Ordre national du Québec[14]
- 1993 : membre de l'Ordre des francophones d'Amérique[51]

##### Plaques commémoratives
- Une plaque "Ici vécu" posée par la ville de Québec est présente au 1075 avenue du Parc, en son honneur, pour indiquer son ancien lieu de résidence.

### Éditions critiques
- Nathalie Watteyne (édition critique établie par), Œuvres complètes d'Anne Hébert, v.1 : Poésie, suivi de Dialogue sur la traduction à propos du Tombeau des rois, collection "Bibliothèque du Nouveau Monde", Montréal, Presses de l'Université de Montréal, 2013, 734 pages  (ISBN 978-2-7606-2183-1) voir en ligne
- Luc Bonenfant, Anne Ancrenat et Daniel Marcheix (édition établie par), Œuvres complètes d'Anne Hébert, v. 2 : Romans, Les Chambres de bois suivi de Kamouraska, collection "Bibliothèque du Nouveau Monde", Presses de l'Université de Montréal, 2013, 490 pages  (ISBN 978-2-7606-2184-8) voir en ligne
- Mélanie Beauchemin, Lori Saint-Martin, Lucie Guillemette, avec la collaboration de Myriam Bacon (éditions établies par), Œuvres complètes d'Anne Hébert, v. 3 : Romans, t. 02, Romans (1975-1982), collection "Bibliothèque du Nouveau Monde", Montréal, Presses de l'Université de Montréal, 2014, 592 pages  (ISBN 978-2-7606-2185-5) voir en ligne.
- Anne Ancrenat, Luc Bonenfant, Ariane Gibeau, Lucie Guillemette, Daniel Marcheix et Lori Saint-Martin, avec la participation de Mélanie Leclerc et Janet M. Paterson (éditions établies par), Œuvres complètes d'Anne Hébert, v. 4 : Romans, t. 03, Romans (1988-1999), collection "Bibliothèque du Nouveau Monde", Montréal, Presses de l'Université de Montréal, 2014, 626 pages  (ISBN 978-2-7606-2186-2) voir en ligne.
- Patricia Godbout, Annie Tanguay et Nathalie Watteyne (éditions établies par), Œuvres complètes d'Anne Hébert, v.5 : Théâtre, nouvelles et proses diverses, collection "Bibliothèque du Nouveau Monde", Montréal, Presses de l'Université de Montréal, 2015, 1036 pages  (ISBN 978-2-7606-2187-9)

### Études de l'oeuvre
- Mélanie Beauchemin, Le désir monstrueux. Transgressions et métamorphoses dans les récits d'Anne Hébert, Montréal, Éditions Nota bene, 2016, 195 p.  (ISBN 978-2-89741-026-1)
- Mélanie Beauchemin, L'envers du monde: Anne Hébert, Georges Bataille, Montréal, Éditions Nota bene, 2021, 282 p.  (ISBN 978-2-89518-740-0)
- Denis Bouchard, « Anne Hébert et la ‘‘solitude rompue’’ : tentative de démythification d’un des lieux communs de notre littérature », Études françaises, vol. 13, no 1-2, avril 1977, p. 163-179 (lire en ligne).
- André Brochu, Anne Hébert : le secret de vie et de mort, Ottawa, Les Presses de l'Université d'Ottawa, 2000, 288 p.
- Marie-Andrée Lamontagne, Anne Hébert, vivre pour écrire, Montréal, Éditions Boréal, 2019, 504 p  (ISBN 9782764621424)
- Albert Le Grand, « Anne Hébert : de l'exil au royaume », Études françaises, vol. 4, no 1, février 1968, p. 3-29 (lire en ligne).
- Alex Noël, Les dépossessions romanesques : lecture de la négativité chez Anne Hébert, Gabrielle Roy et Réjean Ducharme, Montréal, Presses de l'Université de Montréal, 2024, 464 p.  (ISBN 978-2-7606-4854-8)
- Daniel Marcheix, Le mal d'origine : temps et identité dans l'oeuvre romanesque d'Anne Hébert, Montréal, L'instant même, 2005, 544 p.
- Nathalie Watteyne (dir), Le centenaire d'Anne Hébert : approches critiques, Montréal, Presses de l'Université de Montréal, 2018, 232 p.  (ISBN 9782760639423)